# منتخب كمبوديا لكرة القدم
منتخب كمبوديا لكرة القدم (بالخميرية: ក្រុមបាល់ទាត់ជម្រើជាតិកម្ពុជា)‏ هو المنتخب الذي يمثل مملكة كمبوديا، حيث لم يسبق التأهل إلى كأس العالم ، وتأهل إلى كأس آسيا مرة واحدة سنة 1972 باسم منتخب جمهورية الخمير لكرة القدم.

## وصلات خارجية
- قائمة بيانات المنتخب من الموقع الرسمي للفيفا باللغة العربية